# Pulsellum kurogenge
Pulsellum kurogenge is een Scaphopodasoort uit de familie van de Pulsellidae. De wetenschappelijke naam van de soort is voor het eerst geldig gepubliceerd in 1964 door Habe & Kosuge.